# Nuevo México, Jalisco
Nuevo México är en ort i Mexiko.   Den ligger i kommunen Zapopan och delstaten Jalisco, i den centrala delen av landet, 500 km väster om huvudstaden Mexico City. Nuevo México ligger 1 625 meter över havet och antalet invånare är 28 135.
Terrängen runt Nuevo México är platt västerut, men österut är den kuperad. Runt Nuevo México är det mycket tätbefolkat, med 1 177 invånare per kvadratkilometer. Närmaste större samhälle är Zapopan, 7,1 km sydost om Nuevo México. I omgivningarna runt Nuevo México växer huvudsakligen savannskog.